# 폰티액 파이어버드

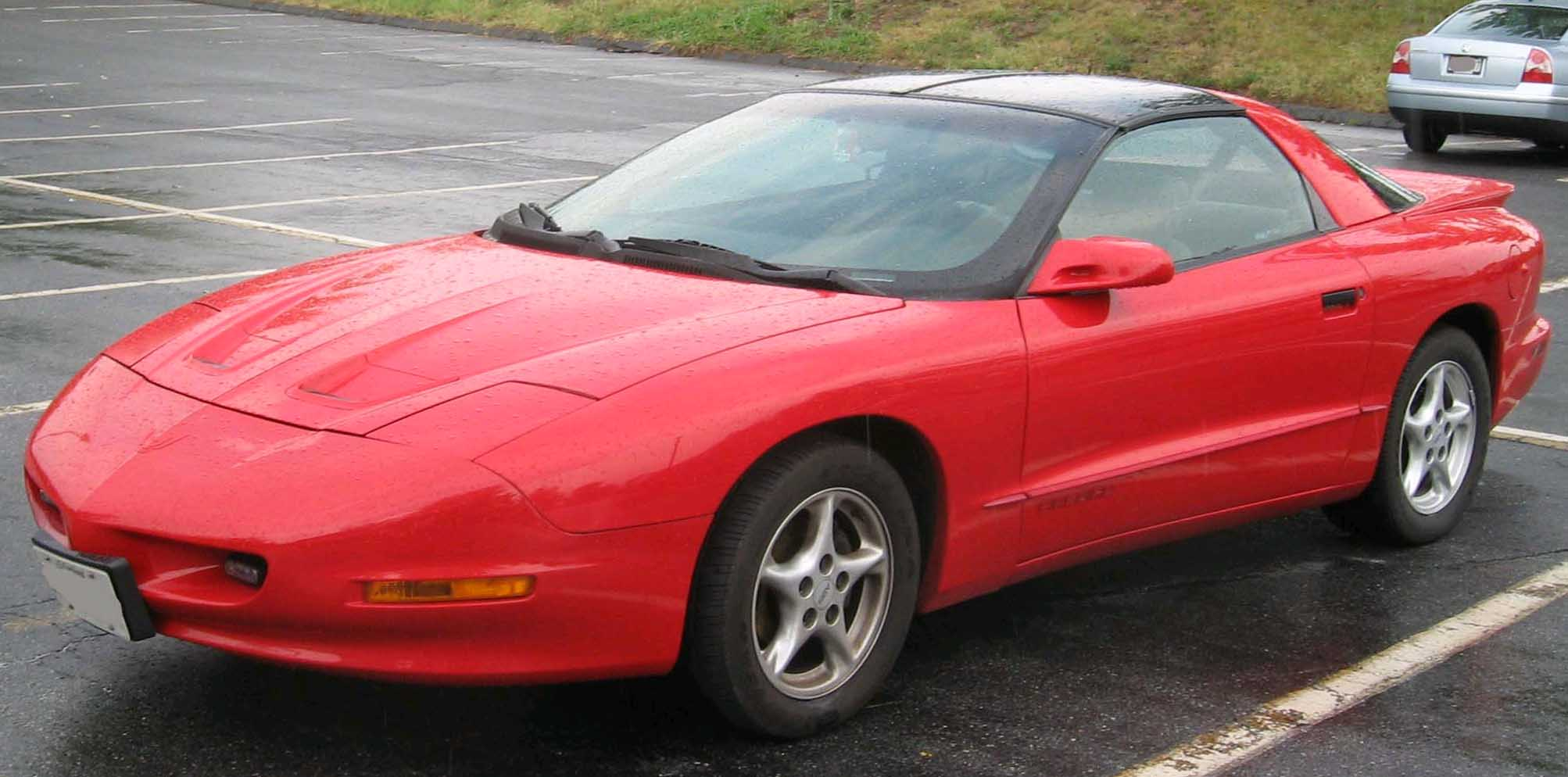
4세대 폰티액 파이어버드

폰티액 파이어버드는 1967년부터 2002년까지 제너럴 모터스의 폰티액 자동차 사업부에서 제작한 포니카이다. 일반적으로 파이어버드는 단종 때까지 발표된 모델들을 크게 4개의 세대로 분류된다. 파이어버드의 또 다른 이름으로 알려진 폰티액 트랜스 앰(Pontiac Trans Am)은 파이어버드의 여러 모델 중 하나이다. 기존 모델들의 비해 성능을 대폭 향상시킨 모델로 1969년에 처음 발표하였다.
파이어버드는 같은 해에 발표한 쉐보레 카마로와 F 플랫폼을 공유하며 탄생했다. 엔진은 생산 기간 동안 제너럴 모터스의 다른 여러 사업부로부터 다양한 8기통 엔진이 채택되었다.

## 트랜스 앰

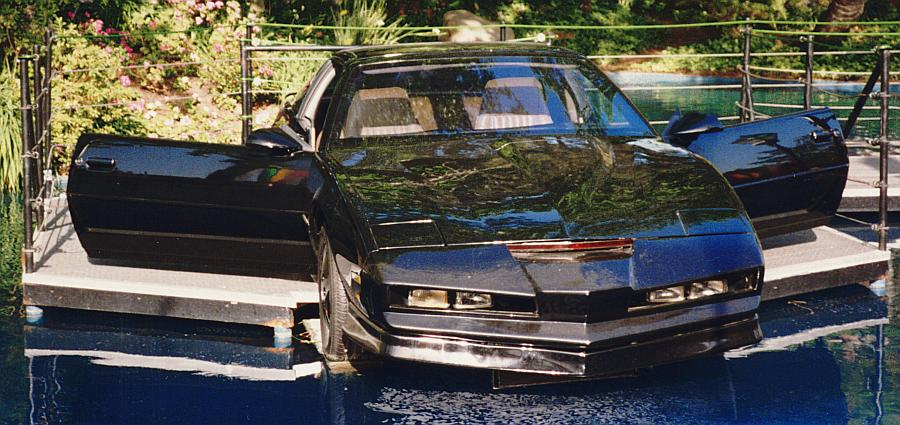
유니버설 스튜디오에 전시된 키트

트랜스 앰은 파이어버드 기본 모델에서 조향성과 현가장치, 그리고 엔진출력을 개선하고 외형에 변화를 준 모델이다. 트랜스 앰은 미국 스포츠 자동차 클럽(SCCA)의 등록상표로 제너럴 모터스는 대당 5달러의 사용료를 지불하고 있다. 트랜스 앰은 1969년에 처음 발표된 뒤로 2002년까지 4 세대 모델이 있다. 사용된 플랫폼은 쉐보레 카마로와 같은 F 플랫폼을 사용했다.
1세대는 1969년 동안에만 생산되었다. 2세대는 1970년에 발표되어 1981년까지 생산되었다. 1977년에는 영화 스모키와 밴디트(Smokey and the Bandit)에 도입되었고 1974년부터 1980년까지 방송된 TV 시리즈인 록포드 파일(Rockford Files)에도 도입되었다. 3세대는 1982년에 발표되었는데, 3세대 모델에서 약간 수정된 트랜스 앰이 TV 시리즈인 전격 Z작전(Knight Rider)에 등장한 키트(KITT)이다. 3세대는 1992년까지 생산되었다. 4세대는 1993년에서부터 1997년까지 생산되었다. 4세대 모델을 275마력과 305마력의 엔진을 탑재했다. 1998년에 발표된 개선 모델은 엔진출력을 325마력까지 낼 수 있었다.